# Gare de Bengy
Gare de Bengy vasútállomás Franciaországban, Bengy-sur-Craon településen.

## Vasútvonalak
Az állomást az alábbi vasútvonalak érintik:
- Vierzon-Saincaize-vasútvonal

## Kapcsolódó állomások
A vasútállomáshoz az alábbi állomások vannak a legközelebb:
- Gare de Nérondes (Gare de Saincaize)
- Gare d’Avord (Gare de Vierzon-Ville)